# Fohat
Fohat (em tibetano: vida cósmica ou vitalidade) é uma expressão usada na Teosofia para designar a força de interação entre a Ideação Cósmica e a Substância Cósmica, o "incessante poder formador e destruidor". A expressão Fohat é sinônimo da expressão daiviprakriti, a luz do Logos.
Ele é uma força fundamental na formação do cosmo. Durante um período de inatividade do Universo (Mahapralaya), no Imanifestado antes da formação do cosmos objetivo, Fohat permanece latente e coeterno com Parabrahman e Mulaprakriti. Ele é o aglutinador de ambos, que liga e separa, sendo assim o desejo criador. No período de atividade (Mahamanvantara), de manifestação do cosmos, Fohat permanece ativo e torna-se o Raio Divino da criação que aplica a Ideação Cósmica no seio da Substância Primordial.
Fohat é a essência da eletricidade cósmica, entendendo "eletricidade" como um atributo da consciência. No mundo manifestado ele é a força vital, oculta que, sob a vontade do Logos criador, une todas as formas, dando-lhes o primeiro impulso. Ele é a força propelente que torna o Um em diversos, agregando e combinando os átomos. Na constituição humana ele corresponde aos pranas.
No Hinduísmo Fohat é esotericamente associado a Vishnu (o deus mantenedor do Universo), na mitologia grega Fohat é associado ao deus Eros, e na mitologia egípcia ao deus Atum (mitologia).
Interessante observar que a descrição feita por Blavatsky quanto à formação de estrelas e planetas  por Fohat, no final do século XIX, é, por vezes, comparada à moderna teoria de formação das estrelas da astrofísica, confirmada cientificamente apenas no século XX, ainda que se assemelhe profundamente à teoria de Kant-Laplace, que já fora formulada na altura. Numa perspectiva teosófica, contudo, tanto a cosmogênese de Blavatsky quanto as teorias de Laplace, Pitágoras, Amônio Sacas e outras semelhantes, partilham a sua origem na tradição esotérica. Nas Estâncias de Dzyan diz-se que "[Fohat] Ao iniciar a sua obra, separa as Centelhas do Reino Inferior, que se agitam e vibram [tal como a energia de uma proto-estrela] de alegria em suas radiantes moradas, e com elas forma os Germes das Rodas [a proto-estrela e os proto-planetas]. Colocando-as nas seis Direções do Espaço, deixa uma no Centro: a Roda Central [a estrela que nasce]." (Stanza V,3) e "Ele [Fohat] as constrói [os sistemas planetários] à semelhança das Rodas mais antigas [com material resultante da morte de estrelas mais antigas] ... Ele junta a Poeira de Fogo [poeira cósmica]. Forma Esferas de Fogo [proto-estrelas], corre através delas e em seu derredor, insuflando-lhes vida e, em seguida, as põe em movimento [rotação]: umas nesta direção, outras naquela" (Stanza VI,4). Observe-se que as partes entre colchetes não fazem parte das Estâncias, mas são comentários introduzidos para mostrar a semelhança entre as duas teorias.